# Archeuops vossi
Archeuops vossi is een keversoort uit de familie bladrolkevers (Attelabidae). De wetenschappelijke naam van de soort werd in 1929 gepubliceerd door Karl Maria Heller.